# Ahmed Chawki
Ahmed Chawki (أحمد شوقي‎, Ahmad Šawqí) vystupující pod jménem Chawki (* 31. května 1982 Tetuán) je marocký zpěvák a autor písní.

## Život
Byl vychován v muslimské věřící rodině. Už v raném mládí psal básně, studoval hudební akademii, zúčastnil se několika pěveckých soutěží v arabské superstar Arab Idol.
Vzorem mu byl arabský zpěvák Khaled, který se proslavil hitem C'est La Vie. Chawki se inspiroval jeho singly, chtěl jít v jeho stopách, snil o tom, že se jednou stane dalším slavným zpěvákem na Blízkém východě. Tak Chawki neváhal, sehnal si toho nejlepšího hudebního producenta RedOna, který shodou okolností vyprodukoval i Khaledův hit C'est La Vie, tak dopomohl ke kariéře i Chawkimu.

### 2013-Začátek hudební kariéry
Chawki tak s jeho produkcí a ve spolupráci s arabskou zpěvačkou Kenzou Farah a s kubánským rapperem Pitbullem vydal roku 2013 svůj první singl Habibi I Love You, který však neměl úspěch a moc tím na sebe neupozornil.

### 2014- Velký úspěch
Avšak i po tom neúspěchu Chawki nezahálel a snažil se dostat na vrchol a nakonec se mu to podařilo. Opět mu pomohl jeho hudební producent RedOne a doporučil mu aby hostoval v 4členné africké černošské skupině Magic System v jejich hitu Magic In The Air. Chawki souhlasil a jeho featuring v Magic In The Air přinesl své ovoce a velký úspěch, Chawki se opět po roce zviditelnil a konečně se mu podařilo dosáhnout svého snu.
Krátce poté vydal Chawki druhý singl Time Of Our Lives, který měl obrovský úspěch a byl hrán na mistrovství ve fotbale FIFA 2014. Byl nazpíván ve 3 různých jazycích (anglicky, francouzsky a arabsky), největší úspěch měla anglická verze.
Půl roku poté vydal Chawki další song s názvem It's My Life. Šlo o předělávku stejnojmenného hitu od krále Eurodance 90's Dr. Albana z 90. let a samotný Dr. Alban tam Chawkimu hostoval.
Na konci roku 2014 vydal Chawki v pořadí už čtvrtý singl s názvem Come Alive, kde mu hostoval přímo jeho producent RedOne. Singl měl velký úspěch a sloužil také jako reprezentativní na mistrovství ve fotbale, tentokrát v Maroku.

## Singly
| Rok  | Singl                                          | Umístění | Umístění |  |  |
| Rok  | Singl                                          | Top 100  | Top 50   |  |  |
| ---- | ---------------------------------------------- | -------- | -------- |  |  |
| 2013 | „Habibi I Love You feat Kenza Farah a Pitbull“ |          |          |  |  |
| 2014 | „Magic In The Air with Magic System“           |          |          |  |  |
| 2014 | „Time of Our Lives“                            | 43       |          |  |  |
| 2014 | „It's My Life feat Dr.Alban                    | 6        | 2 (12×)  |  |  |
| 2014 | „Come Alive feat Red One                       | —        | 50       |  |  |
| 2018 | „Here We Are ft Qusai ft Marrita Hallani“      |          |          |  |  |